# Burrard Street Bridge
Die Burrard Street Bridge, manchmal auch nur Burrard Bridge, ist eine Fachwerkbrücke aus Stahl in der kanadischen Provinz British Columbia. Sie überspannt als eine von drei Brücken, nordwestlich der Granville Street Bridge und nordwestlich davon der Cambie Bridge, den False Creek und verbindet dabei die beiden Stadtteile Kitsilano und West End von Vancouver.
Die Brücke ist stark befahren und die älteste der drei Brücken über den False Creek. Im Jahresschnitt überqueren jeden Tag etwa 55.000 Fahrzeuge, 2.800 Radfahrer und 2.100 Fußgänger die Brücke. Außerdem führt eine der städtischen Buslinien von TransLink über die Brücke.

## Geschichte
Ursprünglich verband die Brücke die Burrard Street am nördlichen Ufer mit der Cedar Street am südlichen Ufer. Jedoch bereits kurz nach Eröffnung der Brücke wurde der Straßenname über die Brücke fortgesetzt und der Name Cedar Street verschwand.

## Bauwerk
Die Brücke besteht aus mehreren Segmenten. Der mittlere Fachwerkteil überspannt dabei die Fahrrinne des False Creek, während das anschließende nördliche Fachwerksegment nur den Uferbereich überspannt. Das an den Mittelteil südlich anschließende Fachwerksegment verläuft über einer Marina. Die beiden an das Mittelteil anschließende Abschnitte werden dabei mittig zusätzlich noch durch Träger abgestützt. Während am nördlichen Ende die Auffahrt mehr oder weniger direkt auf die Brücke erfolgt, muss zur Auffahrt am südlichen Ende erst noch eine längere Rampe genutzt werden.
Das Mittelteil wird jeweils von einem steinverkleideten Metallpylon getragen. Oberhalb der Fahrbahn wurde diese Steinverkleidung aufwendig im Art-déco-Stil ausgeführt. Das Motto der Stadt Vancouver („By sea and land we prosper“) ist – auch für die Autofahrer – deutlich erkennbar; es ist hier noch in der früheren Form ohne den Zusatz „air“ ausgeführt.

## Problematik Radfahrer – Fußgänger
Bei der Planung und bei der Erbauung der Brücke wurden die Fuß- und Radwege neben den Fahrbahnen entsprechend den damaligen Verhältnissen und Prognosen ausgeführt. Die Wege neben den Fahrbahnen haben eine Breite von rund 2,60 Metern. Im Laufe der Zeit ist jedoch das Verkehrsaufkommen erheblich angewachsen. Bei heute rund 2.800 Fußgängern und 2.100 Radfahren pro Tag sind die Probleme und auch die Anzahl der Unfälle erheblich.
Seit Mitte der 1990er Jahre haben sich diese zunehmend verschärft. Eine Erweiterung der Brücke, zum Beispiel durch einen seitlichen Anbau von Wegen, ist aus Denkmalschutzaspekten nicht durchzusetzen.
Ein Lösungsversuch im Jahr 1996 war die Sperrung einer Fahrbahn zugunsten der Radfahrer. Dieser Versuch musste jedoch bereits nach einer Woche, auf Grund erheblicher Proteste der Bevölkerung, abgebrochen werden. Seitdem ist das Thema im kommunalen Wahlkampf und auch außerhalb desselben dauerhaft von Bedeutung.
Nachdem über 20 Jahre lang der meerseitige Weg (mit Blick auf die English Bay) für Fußgänger reserviert und der landseitige Weg (mit Blick auf den False Creek) den Radfahrern gewidmet war, sind seit Oktober 2017 beide Seiten für Radfahrer und Fußgänger benutzbar. Hierfür wurden zwei der sechs Fahrbahnen für Kraftfahrzeuge mit Barrieren von den neugeschaffenen Radwegen abgetrennt.

## Trivia
Ein Abschnitt des insgesamt 18.078 Kilometer langen Trans Canada Trails überquert die Burrard Street Bridge.
Im Jahr 2011 brachte die kanadische Post einen Sondermarkenblock heraus, der eine Marke mit einem der im Art-déco-Stil verkleideten Pylonen als Motiv enthielt.